# 大提琴协奏曲 (德沃夏克)
B小调大提琴协奏曲，作品104（布氏號B. 191），是德沃夏克在1894–1895年期间为他的朋友，大提琴家哈努斯·維漢所作，这也是德沃夏克创作的最后一首独奏协奏曲，这首曲子由英国大提琴家利奥·斯特恩首演。

## 背景
1865年，處於职业生涯早期的德沃夏克曾经为Ludevít Peer写过一首A大调大提琴协奏曲（B. 10）。他当时将大提琴乐谱（带钢琴伴奏）交给Peer审查，但之后两人都没有打算完成这件作品。1925年，這首A大调大提琴协奏曲从德沃夏克的遗产中被找到。
维汉等人一直以来要求德沃夏克再作一首大提琴协奏曲，德沃夏克总是拒绝，理由是「尽管大提琴是一种非常精美的弦乐器，但仍然不足以制作一首独奏协奏曲」。德沃夏克在写给朋友的一封信中写道，尽管有这些长期保留，但他可能最为惊讶的是自己会轉念写作一首大提琴协奏曲。德沃夏克在位于纽约市的国家音乐学院担任院长的第三个任期内创作了这部作品。
1894年，国家音乐学院的教师兼作曲家维克多·赫伯特完成了他的第2号大提琴协奏曲（E小调，作品30），并在3月9日开始的一系列音乐会上首演 。赫伯特第2号大提琴协奏曲的中间乐章是B小调，这可能激发了德沃夏克用同一调写下他的协奏曲。德沃夏克从1894年11月8日开始，到1895年2月9日完成了自己的大提琴协奏曲。作品的第三乐章是对他妻子的姐姐Josefina Kaunitzova（原姓Čermakova）的致敬。具体而言，在胜利的结局之前，缓慢而渴望的部分引用了歌曲“让我独自”（作品82之1），因为这首歌曲是她的最爱。她于1895年5月去世之后，德沃夏克对协奏曲做了进一步修改。
维汉則提出了几项改进建议，包括增加两个华彩乐段，其中一个是在第三乐章结束时。但是德沃夏克只接受了一些微小的改变，而且没有接受任何华彩乐段。德沃夏克写给他的出版商的信中说:71f.：
你必須答應，除非在我知情和許可的情形下，不讓任何人更改樂譜，我才交给你出版這首曲子，即使是我的朋友维汉也不例外。维汉在最后一个乐章加入的华彩乐段，在原譜或鋼琴伴奏版都不能用。當他將這些拿給我看時，我坦白地告訴他這是不能添進曲中的。最後一個樂章应该像呼吸一样逐渐在前兩樂章的回憶中结束，獨奏慢慢減低音量到極弱（然後漸強），最后的段落是由管弦乐队接手，整曲在风暴中结束。这是我的主意，我不能在此退让。
德沃夏克的朋友兼导师约翰内斯·勃拉姆斯亲自订正了德沃夏克协奏曲的校样，因此他从乐谱上对这部作品有很深的了解。1896年，罗伯特·豪斯曼在家里用勃拉姆斯的钢琴伴奏演奏了这部作品，据报道，勃拉姆斯说：“如果我知道有可能为大提琴谱写这样一首协奏曲，我会亲自尝试的！”1897年3月7日，勃拉姆斯在维也纳爱乐乐团的音乐会上听到了雨果·贝克尔的演奏，他在音乐会开始前对他的朋友約瑟夫·根司巴赫说：“今天你将听到一首真正的曲子，一首男性的曲子！”

### 首演
维汉于1895年9月首次私下与德沃夏克在Lužany合作演出。虽然德沃夏克拒绝了大多数的维汉的修改建议，德沃夏克仍然非常希望由维汉担任正式公开首演的工作。根据Clapham的记载，后来发生的一系列事件却并非如此。伦敦爱乐协会的秘书伯杰（Francesco Berger）在1895年11月写信邀请德沃夏克在伦敦指挥他的作品音乐会。德沃夏克同意并提议由维汉作为独奏家参加他的大提琴协奏曲的首演。伯杰提议的日期为1896年3月19日，但是维汉却无法成行，这可能是因为这个日期与维汉的合同中波希米亚四重奏音乐会的日期发生了冲突。但是爱乐协会坚持原定日期并聘请了英国大提琴家斯特恩担任独奏，而未事先咨询德沃夏克。因此德沃夏克最初拒绝参加音乐会。由于音乐会广告已经登出，这使“伯杰感到震惊并且非常尴尬”。根据Clapham的推测，德沃夏克最终是得到了维汉的谅解，不再需要遵守原来由他担任首演的承诺。斯特恩特地到布拉格在德沃夏克的指挥下为演出做准备。3月初，大家终于同意首演订于3月19日在伦敦皇后大厅如期举行，由德沃夏克指挥。在伦敦首演之后，斯特恩于1896年4月11日在布拉格第二次演出并担任独奏，后来又在伦敦演出。而1896年12月和1897–1898年的音乐会，是由在英国和美国一些大提琴家和指挥家演出的，其中包括斯特恩1897年1月在芝加哥的演出。
维汉接着的音乐会大获成功，第一次是1899年1月在海牙举行。而第一次由德沃夏克指挥的演出是1899年12月20日在布达佩斯举行。尽管在维汉首次演出之前已有很多次公开演出，但他和德沃夏克仍然是很好的朋友。

### 出版
1896年由柏林的西姆羅克出版社出版。

## 分析

### 配器
该作品是为一支完整的管弦乐队（除了第四支圆号）而作。乐队包含两支长笛（第二长笛同时演奏短笛），两支双簧管，两支单簧管，两支低音管，三支圆号，两支小号，三支长号，大号，定音鼓，三角铁（仅第三乐章）和弦乐部。

### 结构
作品采用标准的三乐章协奏曲格式：
1. B小调转B大调，快板
2. G大调，不太慢的慢板
3. B小调转B大调，中庸的快板–行板–活跃的快板

演奏时间：约40分钟。
第一乐章
开始时轻柔地以单簧管引入主题。 完整的管弦乐队后来以“宏伟”的方式演奏主题，圆号引入了抒情的第二主题。第一个主题在第三乐章的最后一部分重现，给协奏曲一个循环结构。 独奏大提琴以“几乎即兴演奏”方式展开B大调的主题，然后是三重和弦。大提琴再次在E大调中呈现主题。这部协奏曲需要很多技巧，特别是在结束时，大提琴需要演奏八度音阶和许多双音。独奏大提琴演奏完后，有一个变调，在这个变调中，木管吹出了一个E小调和弦，改变了音调。独奏大提琴以高音B上的颤音结束。乐章以重述第一个主题“宏伟”和“强悍”结束。
第二乐章
抒情的慢板乐章，其特点是一个类似华彩乐段，主要伴随着长笛。大提琴在开放的弦乐上演奏双音，伴随着左手拨奏。乐章以大提琴非常安静地演奏和声结束。
第三乐章
用自由的回旋曲形式写成的充满蓬勃生气的乐章，巧妙地运用黑人灵歌旋律和波希米亚民俗舞曲节奏.回旋曲由圆号奏出主要主题动机，然后在其它乐器上予以一一发展，并且由独奏大提琴强有力地再奏一次。第一副主题为稍减慢速度、由断续性乐句组成的优雅主题，情调变得非常抒情，而第二副主题是G大调中板，有民歌的色彩同时出奇的优美。尾奏从行板，单簧管奏出第一乐章开头动机后，圆号承接，转为庄严的行板，然后增加音量与速度，以生动的快板的合奏推向高潮结束。

## 評價
德沃夏克B小调大提琴协奏曲以浪漫、抒情的旋律和高难度的技巧，被誉称为十九世纪最伟大的大提琴协奏曲。和“国王”。

## 外部連結
- 德沃夏克大提琴协奏曲：国际乐谱典藏计划上的乐谱